# Firth (Nebraska)
Firth es una villa ubicada en el condado de Lancaster en el estado estadounidense de Nebraska. En el Censo de 2010 tenía una población de 590 habitantes y una densidad poblacional de 807,8 personas por km².

## Geografía
Firth se encuentra ubicada en las coordenadas 40°32′4″N 96°36′20″O / 40.53444, -96.60556. Según la Oficina del Censo de los Estados Unidos, Firth tiene una superficie total de 0.73 km², de la cual 0.73 km² corresponden a tierra firme y (0%) 0 km² es agua.

## Demografía
Según el censo de 2010, había 590 personas residiendo en Firth. La densidad de población era de 807,8 hab./km². De los 590 habitantes, Firth estaba compuesto por el 89.83% blancos, el 0.17% eran afroamericanos, el 1.19% eran amerindios, el 0.68% eran asiáticos, el 0% eran isleños del Pacífico, el 6.78% eran de otras razas y el 1.36% pertenecían a dos o más razas. Del total de la población el 8.98% eran hispanos o latinos de cualquier raza.